# Сазерленд, Джон
Джон Сазерленд (John David Sutherland, род. 24 июля 1962 года) — британский химик, занимается химией возникновения жизни. Сотрудник Medical Research Council (United Kingdom) (с 2010), ранее профессор Манчестерского университета, член Лондонского королевского общества (2017).

## Биография
Окончил Оксфордский университет (бакалавр химии, 1984), где учился в Линкольн-колледже. Степень доктора философии получил под началом оксфордского профессора члена Лондонского королевского общества Джека Болдуина в Баллиол-колледже. На протяжении восьми лет преподавал органическую химию в Оксфорде. В 1998—2010 годах профессор биологической химии Манчестерского университета.
Награды
- Max Tishler Prize Lectureship Гарвардского университета (2009)
- Tilden Prize[англ.] Королевского химического общества (2011)[2]
- Origin of Life Challenge (2012)[3]
- Медаль Дарвина Лондонского королевского общества (2014)[4]